# Médaille Flavelle
La médaille Flavelle est décernée par la Société royale du Canada en reconnaissance d'un apport important à la biologie au cours des dix dernières années ou pour des travaux de recherche notoires venant compléter des travaux antérieurs importants dans la discipline.
Sir Joseph Wesley Flavelle (1858-1939), financier et homme d'affaires torontois, a assuré la dotation d'une médaille en 1924. La distinction, qui consiste en une médaille d'argent plaqué or, est attribuée tous les deux ans si une candidature est jugée à la hauteur.

## Lauréats
- 1925 - Sir Charles E. Saunders, FRSC
- 1926 - Sir John McLennan, FRSC
- 1927 - Sir Arthur Doughty, FRSC
- 1928 - Arthur Coleman, FRSC
- 1929 - Arthur Buller, FRSC
- 1930 - Archibald Macallum, FRSC
- 1931 - Sir Frederick Banting, FRSC
- 1932 - John Stanley Plaskett, FRSC
- 1933 - Joseph Tyrrell, FRSC
- 1934 - Louis King, FRSC
- 1935 - Frank Shutt, FRSC
- 1936 - J. B. Collip, FRSC
- 1937 - Frank Dawson Adams, FRSC
- 1938 - Lash Miller, FRSC
- 1939 - James McMurrich, FRSC
- 1940 - Robert William Boyle, FRSC
- 1941 - Thomas Walker, FRSC
- 1942 - John Craigie, FRSC
- 1943 - B. P. Babkin, FRSC
- 1944 - Velyien Henderson, FRSC
- 1945 - Robert Thomson, FRSC
- 1946 - William Rowan, FRSC
- 1947 - Guilford Reed, FRSC
- 1948 - Margaret Newton, FRSC
- 1949 - W. P. Thompson, FRSC
- 1950 - Charles Best, FRSC
- 1951 - Wilder Penfield, FRSC
- 1952 - Archibald Huntsman, FRSC
- 1953 - Everitt Murray, FRSC
- 1954 - David Scott, FRSC
- 1955 - Charles Hanes, FRSC
- 1956 - George Duff, FRSC
- 1957 - Thomas Cameron, FRSC
- 1958 - Allan Lochhead, FRSC
- 1959 - Murray Barr, FRSC
- 1960 - Edmund Walker, FRSC
- 1961 - Charles Leblond, FRSC
- 1962 - Frederick Fry, FRSC
- 1963 - Roger Rossiter, FRSC
- 1964 - Gleb Krotkov, FRSC
- 1965 - William Hoar, FRSC
- 1966 - Erich Baer, FRSC
- 1968 - Jacques Genest, FRSC
- 1970 - William Ricker, FRSC
- 1972 - Douglas Copp, FRSC
- 1974 - Juda Quastel, FRSC
- 1976 - Michael Shaw, FRSC
- 1978 - Louis Siminovitch, FRSC
- 1980 - Gordon Dixon, FRSC
- 1982 - Clayton Person, FRSC
- 1986 - G. H. N. Towers, FRSC
- 1988 - Robert Haynes, FRSC
- 1990 - Peter Hochachka, FRSC
- 1992 - Michael Smith, FRSC
- 1994 - Robert Cedergren, MSRC
- 1996 - Ian Smith, FRSC
- 1998 - Anthony Pawson, FRSC
- 2002 - Lewis Kay
- 2004 - Bryan Sykes
- 2006 - Brett Finlay (en), FRSC
- 2008 - John Smol (en)
- 2010 - Kenneth B. Storey (en), FRSC
- 2012 - Siegfried Hekimi, FRSC
- 2014 - Spencer Barrett, FRSC
- 2016 - Sylvain Moineau
- 2018 - Francis Plummer, FRSC